# فيتالي تشارابينكا
فيتالي تشارابينكا مواليد 27 يناير 1984 في روسيا البيضاء، هو لاعب كرة يد بيلاروسي يلعب كحارس مرمى. يلعب حاليا مع نادي ميشكوف برست لكرة اليد ويحمل الرقم 21. مثل منتخب بيلاروسيا لكرة اليد.

## سجل المنافسة
شارك في البطولات التالية:
- بطولة العالم لكرة اليد للرجال 2015
- بطولة أوروبا لكرة اليد للرجال 2014

## روابط خارجية
- فيتالي تشارابينكا على موقع الاتحاد الأوروبي لكرة اليد (الإنجليزية)